# Хигол
Падь Хиго́л, падь Хи-Гол (Доли́на вулка́нов) — горная долина реки Хигол, покрытая застывшей вулканической лавой. Популярная цель туристических походов.
Находится в Восточном Саяне, на территории Окинского района Бурятии, на стыке хребтов Окинского и Большой Саян, в верховьях реки Жомболок, к югу от озера Хара-Нур (см. Окинское плато). В верхней части долины расположены шлаковые конусы трёх потухших вулканов: Кропоткина, Перетолчина и Старого. Есть каскаде озёр каровой лестницы, нижнюю высотную позицию занимает озеро Хикушка.
Протяжённость зигзагообразной Долины вулканов с юго-запада на северо-восток — около 20 километров. Высота дна долины изменяется от 1650 м над уровнем моря (лавовое поле у юго-восточной оконечности озера Хара-Нур) до 2000 м в верхней части, западнее вулкана Старый. Долина Хигола сложена вулканическими породами, образовавшимися в результате трещинного излияния лавы на поверхность. Сама река частично бежит под застывшей лавой.